# 竹田駅 (兵庫県)
竹田駅（たけだえき）は、兵庫県朝来市和田山町竹田字中町西側にある、西日本旅客鉄道（JR西日本）播但線の駅である。
特急「はまかぜ」のうち、1・4号が通年停車する他、竹田城址開山時期には3・6号が臨時停車する。以前は、臨時列車「天空の城 竹田城跡号」も停車していた。

## 歴史
- 1906年（明治39年）

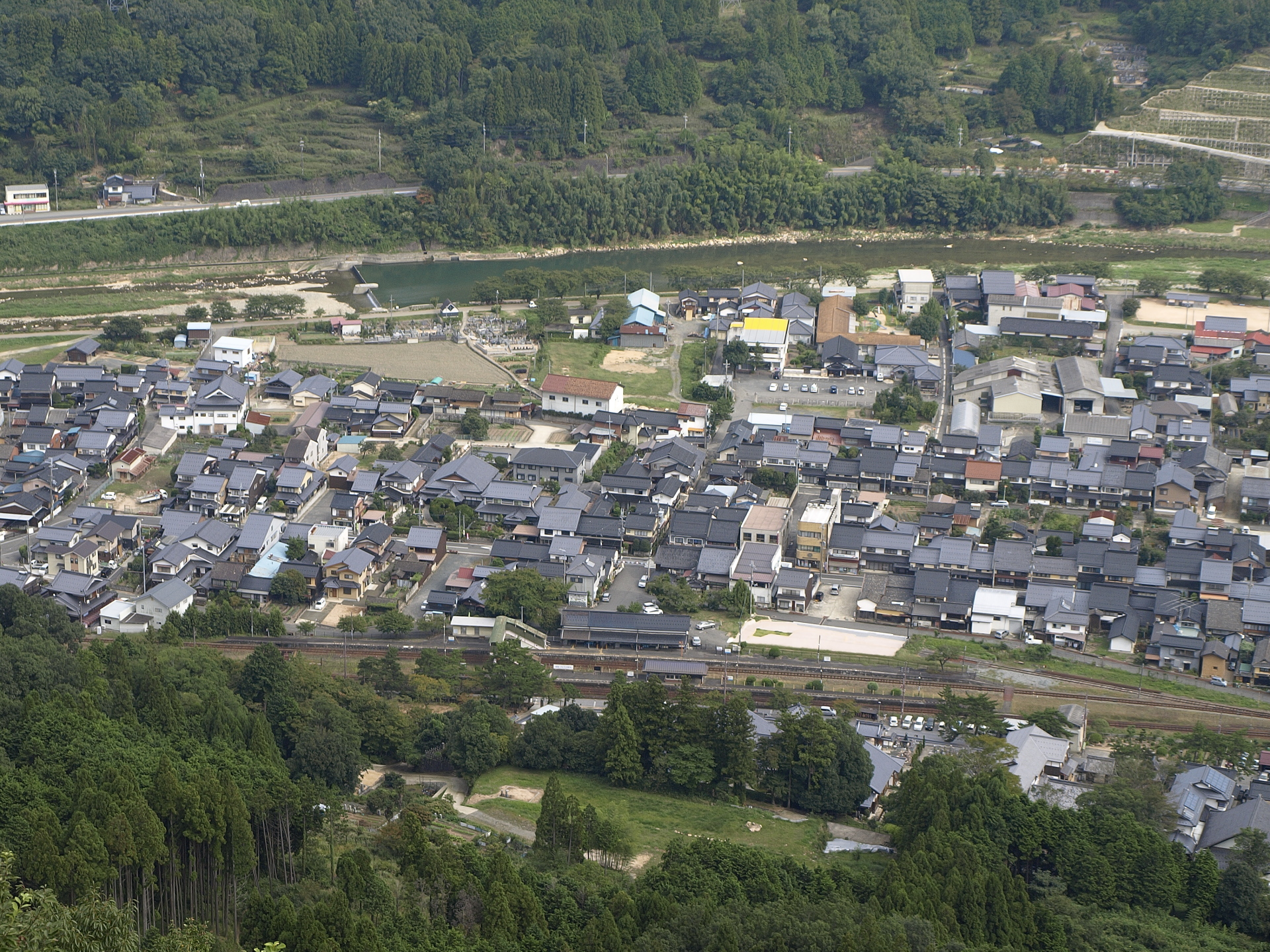
竹田城からの眺め（2009年）

  - 4月1日：山陽鉄道新井駅 - 和田山駅間延伸時に開設[1][2]。旅客・貨物取扱開始[2]。
  - 12月1日：山陽鉄道国有化、国鉄の駅となる[2]。
- 1909年（明治42年）10月12日：線路名称制定、播但線所属となる。
- 1963年（昭和38年）3月1日：貨物取扱廃止[2]。
- 1968年（昭和43年）10月6日：昭和天皇、香淳皇后が第23回国民体育大会に合わせて県内を行幸啓。竹野駅発-竹田駅着、竹田駅発-二条駅行きのお召し列車が運転[5]。
- 1973年（昭和48年）4月1日：荷物扱い廃止[6]、無人駅化[7]。運転扱い要員は継続配置[8]。
- 1987年（昭和62年）4月1日：国鉄分割民営化に伴い、西日本旅客鉄道（JR西日本）の駅となる[2]。
- 2016年（平成28年）3月26日：はまかぜ1・4号が当駅に通年で停車を開始し初めて定期運転の特急停車駅となる[9]。
- 2021年（令和3年）3月13日：ICカード「ICOCA」の利用が可能となる[10]。
- 2022年（令和4年）
  - 6月1日：管理駅が福崎駅から豊岡駅に変更。
  - 10月1日：組織改正に伴い、近畿統括本部福知山管理部の管轄になる。

## 駅構造
単式ホーム2面2線を有する列車交換可能な地上駅。木造駅舎を備える。以前は単式・島式ホーム複合型2面3線を有していたが、現在では中央1線が外されて、2面2線となっている。1線スルーでは無くY字分岐配線で、ホームは上下線で別となっている。
開業当時からの重厚な造りの木造瓦葺き駅舎が、現役で使用されている。その駅舎は元々単式であった寺前方面行ホーム側にあり、反対側の和田山行ホームへは跨線橋で連絡している。豊岡駅管理の簡易委託駅で、窓口が設置されているが、早朝と夕方以降は無人となる。2021年3月13日よりICOCA等の交通系ICカードが使用可能となった。以前はこの駅でのワンマン列車乗降方式は有人駅扱いで、改札口で乗車券や運賃を手渡す形式であったが、現在は車内の料金箱に投入する形式であるため、必ず前ドアから下車しなくてはならない。

### のりば
| のりば | 路線   | 方向 | 行先           |
| ------ | ------ | ---- | -------------- |
| 1      | 播但線 | 上り | 寺前・姫路方面 |
| 2      | 播但線 | 下り | 和田山方面     |

- 撤去された中央の線はのりば番号計算に含まれていない。

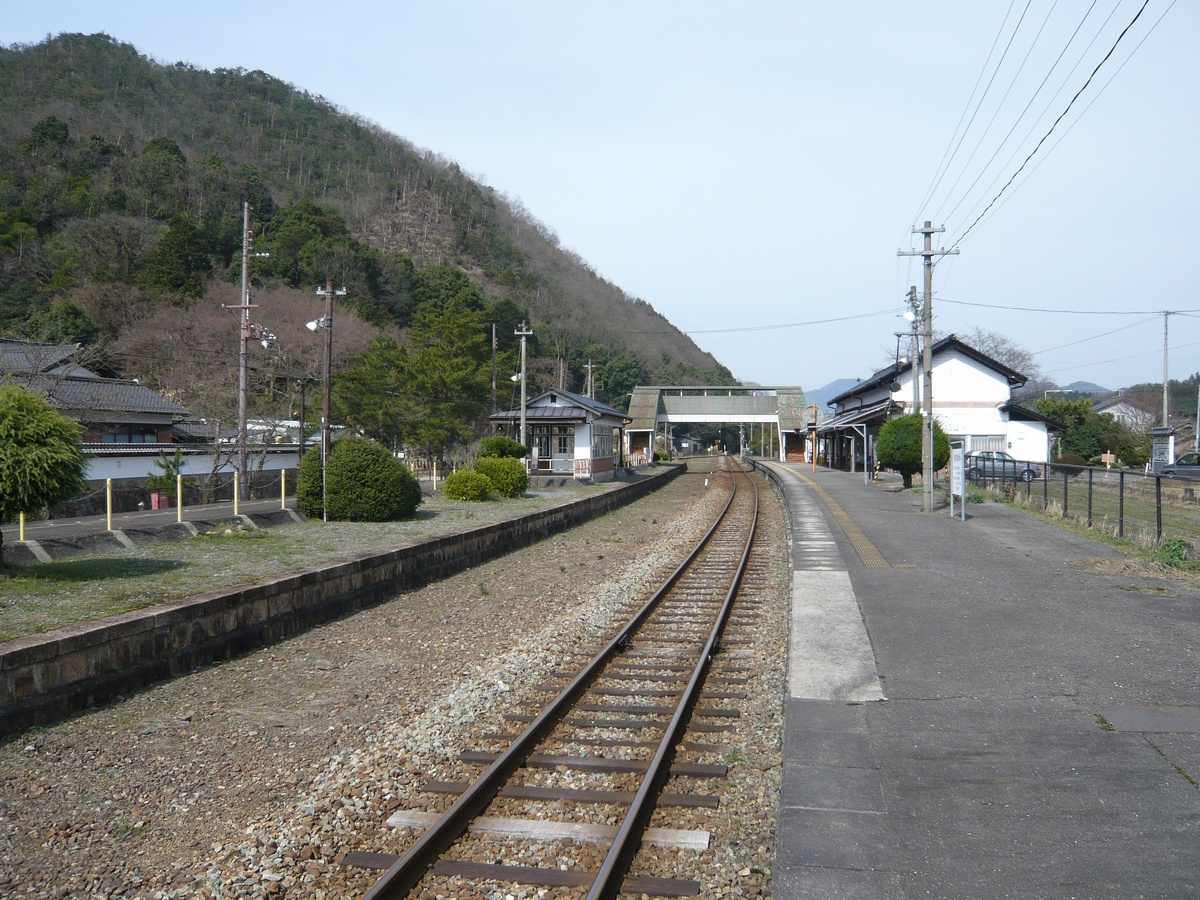
ホーム（青倉側より望む）
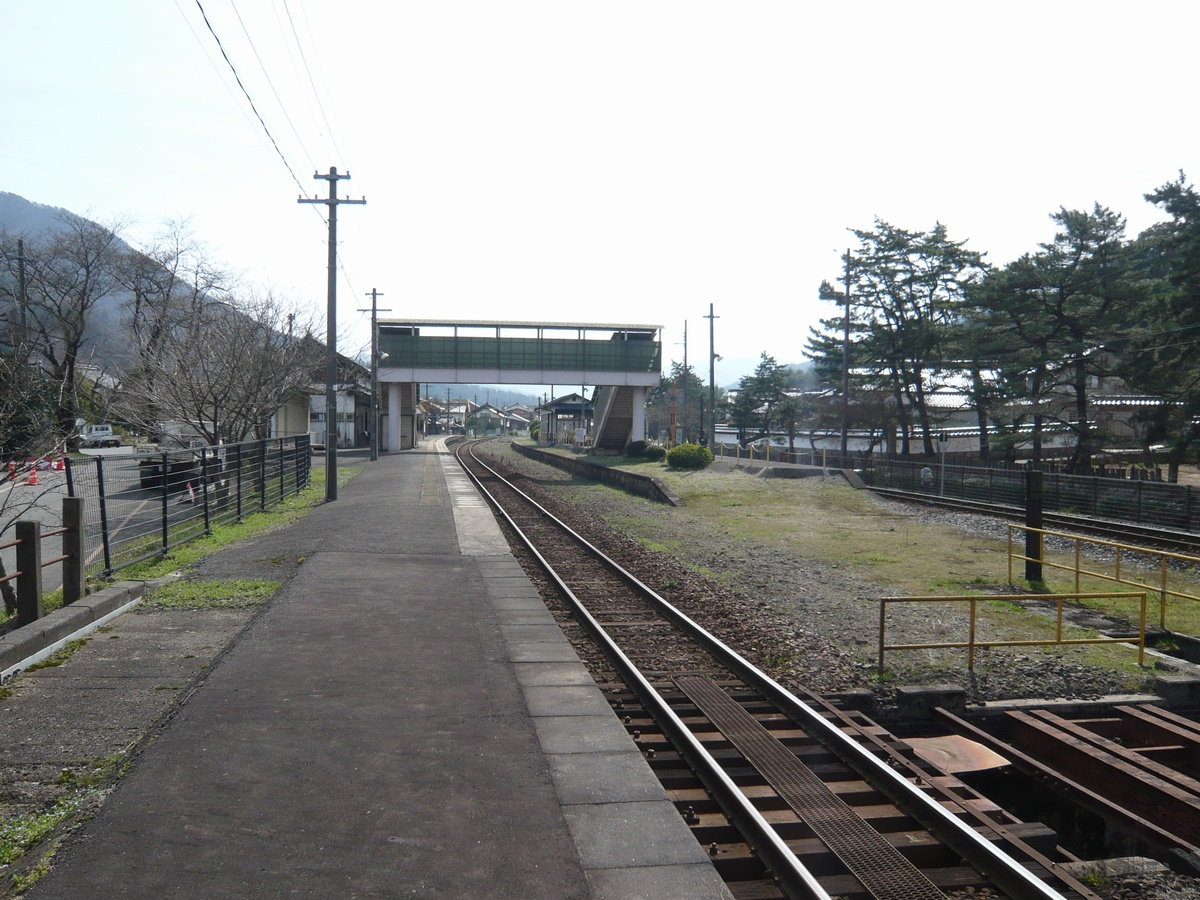
ホーム（和田山側より望む）

## 利用状況
近年の1日平均乗車人員の推移は以下の通り。
| 年度   | 1日平均 乗車人員 |
| ------ | ---------------- |
| 1999年 | 178              |
| 2000年 | 177              |
| 2001年 | 161              |
| 2002年 | 169              |
| 2003年 | 150              |
| 2004年 | 154              |
| 2005年 | 152              |
| 2006年 | 141              |
| 2007年 | 135              |
| 2008年 | 139              |
| 2009年 | 136              |
| 2010年 | 138              |
| 2011年 | 139              |
| 2012年 | 147              |
| 2013年 | 183              |
| 2014年 | 179              |
| 2015年 | 187              |
| 2016年 | 173              |
| 2019年 | 151              |
| 2020年 | 129              |
| 2021年 | 116              |

## 駅周辺
- 立雲峡
- 竹田城跡
- 円山川
- 国道312号
- 但馬銀行竹田支店
- 但馬信用金庫竹田支店
- 俵米神社
- 金梨山
- 寺町通り
- えびす橋

## バス路線
全但バス
- 山口・生野駅裏・建屋
- 和田山駅・八鹿駅
- 和田山病院
- 竹ノ内・白井
- 天空バス（山城の郷・竹田城跡）

## その他
以前は急行「但馬」の一部が停車しており、同列車廃止後は長らく普通列車のみ停車となっていたが、竹田城跡観光客増加に伴い2012年度より当駅利用客が増加している ことから、2013年4月27日から6月30日までの土曜・日曜・祝日に特急「はまかぜ」が下り2本、上り1本臨時停車することとなり、臨時停車と同時に全但バスが周遊バス「天空バス」の運行を始めることとなった。
その後も利用が好調なことから、現在では竹田城跡山開きに合わせて3月下旬 - 11月末まで毎日、特急「はまかぜ」1号・3号・4号・6号の臨時停車と「天空バス」の運行が実施されており、2015年からは和田山 - 寺前駅間で観光列車「天空の城 竹田城跡号」が運行開始され当駅に停車する。前述のように、2016年春ダイヤ改正からは、「はまかぜ」1・4号が通年停車となり、引続き「はまかぜ」3・6号臨時停車も継続されている。

## 隣の駅
※当駅に一部が停車する特急「はまかぜ」の隣の停車駅は列車記事を参照のこと。
西日本旅客鉄道（JR西日本）
 播但線
青倉駅 - 竹田駅 - 和田山駅